# Alphonse Poaty-Souchlaty
Alphonse Poaty-Souchlaty (ur. 25 marca 1941 w Kouilou, zm. 24 października 2024) – kongijski polityk, premier Ludowej Republiki Konga w latach 1989–1990. Od 1976 do 1983 roku był ministrem finansów, a od 1986 do 1989 roku ministrem handlu oraz małych przedsiębiorstw.   

## Życiorys
Od 1976 do 1983 roku był ministrem finansów. W 1983 roku zastąpił go na tym stanowisku Henri Lopes. Od 1986 do 1989 roku był ministrem handlu oraz małych przedsiębiorstw. Następnie dołączył do Kongijskiej Partii Pracy. 7 sierpnia 1989 roku, podczas IV Zwyczajnego Kongresu Kongijskiej Partii Pracy, zastąpił Ange Édouarda Poungui na stanowisku premiera Ludowej Republiki Konga. 3 grudnia 1990 roku złożył rezygnację z tejże funkcji.
Założył własną partię polityczną Union Republicaine pour le Progrès, która w wyborach parlamentarnych w 1992 roku uzyskała 3 mandaty w Zgromadzeniu Narodowym. Był jednym z kandydatów na prezydenta w wyborach w 1992 roku, uzyskał mniej niż 1% głosów. Następnie porzucił własną partię, żeby dołączyć do Panafrykańskiego Związku na rzecz Demokracji Społecznej.
28 grudnia 2006 roku, podczas I nadzwyczajnego kongresu Panafrykańskiego Związku na rzecz Demokracji Społecznej wybrano go w skład kolegium wiceprzewodniczących.

## Publikacje
- Le Mayombe des profondeurs. Editions des Ecrivains, 2000-01-01. ISBN 978-2844346698. Brak numerów stron w książce
- L'amour de l'Ange. La Bruyere Eds, listopad 2000. ISBN 978-2840146742. Brak numerów stron w książce
- Le testament de l'oncle Tibou. STE ECRIVAINS, 2003-01-01. ISBN 978-2844348555. Brak numerów stron w książce
- Les clés du paradis. STE ECRIVAINS, 2003-01-01. ISBN 978-2748002058. Brak numerów stron w książce
- L'anti-Machiavel: essai sur une alternance politique sans violation. Publibook Des Ecrivains, 2003-11-20. ISBN 978-2748012699. Brak numerów stron w książce